# Labatut (Landes)
Labatut település Franciaországban, Landes megyében. Lakosainak száma 1396 fő (2022. január 1.). Labatut Cauneille, Habas, Misson, Pouillon, Saint-Cricq-du-Gave, Sorde-l’Abbaye és Lahontan községekkel határos.

## Népesség
A település népességének változása:
| Lakosok száma | 1147 | 1034 | 952  | 1205 | 1435 | 1421 | 1427 | 1420 | 1417 | 1396 |
|               | 1968 | 1982 | 1990 | 2006 | 2013 | 2015 | 2017 | 2019 | 2020 | 2022 |